# Slavonic Channel International
Slavonic Channel International er en ukrainsk tv-station, der sender via satellit. Stationen gik i luften 14. december 1994. Fra 12. september 2008 og har sendt i døgndrift lige siden.